# Polyéthylène glycol (médicament)
Le polyéthylène glycol (PEG ou macrogol) est un médicament utilisé comme laxatif.

## Usage médical
Il est utilisé comme médicament pour traiter la constipation chez les enfants et les adultes. Il est également utilisé pour vider les intestins avant une coloscopie. Il est pris par voie orale. Les bénéfices surviennent généralement dans les trois jours. En général, il n'est recommandé que pour une durée maximale de deux semaines.

## Effets secondaires
Les effets secondaires peuvent inclure une augmentation des gaz intestinaux, des douleurs abdominales et des nausées ; des effets secondaires rares mais graves peuvent inclure un rythme cardiaque anormal, des convulsions et des problèmes rénaux,,. L'utilisation semble sans danger pendant la grossesse. Il est classé comme un laxatif osmotique. Il agit en augmentant la quantité d'eau dans les selles.

## Histoire
Le macrogol a été utilisé comme préparation intestinale en 1980 et a été approuvé pour un usage médical aux États-Unis en 1999,,. Il est disponible en tant que médicament générique et en vente libre,. Au Royaume-Uni, cela coûte au NHS environ 0,14 livre sterling par dose à partir de 2019. Aux États-Unis, le prix de gros de ce montant est d'environ 1,40 dollars américains . En 2017, c'était le 162e médicament le plus couramment prescrit aux États-Unis, avec plus de trois millions d'ordonnances,. Généralement, il est formulé avec des électrolytes.